# 王奕 (夔州路转运使)
王奕（？—？），原名王守光，又名王观之，字仲甫（康熙版《东阳新志》写作宗甫），浙江东阳人，南宋诗人，为王象之的二兄，曾官夔州路转运使，著有《卧云堂诗集》。
曾从陈亮、唐仲友等游学，被当时人所器重。
其诗类似晚唐，一唱三叹，读者难以分辨。乔行简见到其《抚孤松》一诗，赞叹不已。一时间，名人骚客都以结识王奕为荣。